# Psychotria winitii
Psychotria winitii är en måreväxtart som beskrevs av William Grant Craib. Psychotria winitii ingår i släktet Psychotria och familjen måreväxter. Inga underarter finns listade i Catalogue of Life.